# تشاد هودج
تشاد هودج (بالإنجليزية: Chad Hodge)‏ هو كاتب سيناريو ومنتج تلفزيوني أمريكي، ولد في 1977.

## وصلات خارجية
- تشاد هودج على موقع IMDb (الإنجليزية)
- تشاد هودج على موقع ألو سيني (الفرنسية)
- تشاد هودج على موقع أول موفي (الإنجليزية)
- تشاد هودج على موقع قاعدة بيانات برودواي على الإنترنت (الإنجليزية)
- تشاد هودج على موقع قاعدة بيانات الفيلم (الإنجليزية)